# Vodárenská věž (Siófok)
Vodárenská věž (maďarsky Víztorony) je dominantou maďarského města Siófok. Nachází se přímo v jeho středu, na Hlavním náměstí. V roce 2012 prošla věž při příležitosti oslav 100. výročí od dokončení kompletní rekonstrukcí. Věž, kterou navrhli Jenő Gergely a Árpád Gut, byla postavena v roce 1912. Podle starších, méně přesných údajů, má měřit 45 metrů, ale podle přesnějších měření bylo zjištěno 41,30 metru. Specifičností věže je uvnitř zabudovaný výtah, který vede nahoru na vyhlídkovou plošinu s kavárnou s názvem Panorama.
Věž byla dokončena roku 1912 pro potřeby zásobování rostoucího letoviska na břehu Blatenského jezera pitnou vodou. V roce 1935 byla přestavěna podle projektu společnosti Kurz Corporation. Roku 1944 bylo využití věže pro původní účely přerušeno. Během druhé světové války byla využíván německou armádou jako dělostřelecká pozorovatelna, navíc ji poškodila střela z protitankového děla. Vodárenská věž sloužila k zásobování vodou až do 70. let 20. století, poté byla až do začátku 90. let opuštěná. Poté zde nějakou dobu (1992 až 2021) sídlila kancelář společnosti Tourinform. Od roku 2001 byla zřízena vyhlídková terasa a také výstavní sál. Potřeba rekonstrukce se ukazovala po začátku nového tisíciletí jako stále naléhavější a byla zahájena roku 2010. Stavební práce se neustále prodlužovaly a otevření nebylo možné uskutečnit v potřebném termínu. Tak se stalo nakonec až dne 22. června 2012. Bylo také kompletně zrenovováno okolní hlavní náměstí. Celkové náklady na přestavbu dosáhly hodnoty 420 milionů HUF.